# Крекінг-установка у Пермі
Крекінг-установка у Пермі – нафтохімічне виробництво у Пермському краї Росії.
З 1969 року почав роботу Пермський газопереробний завод, який також вирішили доповнити нафтохімічним виробництвом. В межах цього плану у 1969-му почалось спорудження піролізної установки ЕП-60 (проектна потужність по етилену 60 тисяч тонн), яка стала до ладу за чотири роки та використовувала як сировину суміш найближчих гомологів метану (широка фракція легких вуглеводнів, ШФЛУ) та вже фракціоновані зріджені вуглеводневі гази. 
Випущений етилен призначався для розташованого тут же виробництва стиролу, тоді як пропілен використовували у продукуванні бутилових спиртів та 2-етилгексанолу (160 тисяч тонн на рік). Варто відзначити, що потужність майданчику по пропілену сягає 96 тисяч тон, оскільки цей олефін також добувають з пропілен-пропанової фракції сусіднього Пермського нафтопереробного заводу.
В 1996-му ввели в дію установку з випуску високооктанової паливної присадки — метилтретинного бутилового етеру. Останній отримують реакцією ізобутилену з метанолом, при цьому можливо відзначити, що побічним продуктом піролізу є бутилен-ізобутиленова фракція. В 2008-му фактичне виробництво МТВЕ на майданчику склало 49 тисяч тон. У 2013-му до продукування МТВЕ долучили ізобутан-ізобутиленову фракцію.
В середині 2010-х для заміни застарілих ліній запустили нові виробництва етилбензолу (напівфабрикат стиролу, 220 тисяч тонн на рік) та стиролу (135 тисяч тонн), при цьому піролізна установка через свою енергоємність також потребувала заміни. 